# イェーカブピルス
イェーカブピルス（ラトビア語: Jēkabpils）は、ラトビアのセロニア地方にある町。エーカブピルとも表記される。首都リガとダウガフピルスの中間地点に位置し、ダウガヴァ川が街中を流れている。ソビエト連邦時代には空軍基地が置かれていた。

## 歴史
1237年にリヴォニア騎士団がCruczeborch（ドイツ名：Kreutzburg）という石造りの城を築いた。後の発掘調査で、この城はラトガリア人（ラトビアの一部族）の重要な交易拠点であったことが分かっている。城が築かれると付近にあったクルストピルス村は繁栄した。村はポーランド・スウェーデン戦争などの地域紛争でしばしば破壊されたが、後に再建された。
17世紀になるとロシアから迫害された古儀式派がダウガヴァ川沿いに住み着いた。その入植地の一つが1670年ごろに発展し、都市の設立勅許書を付与したヤーコプ・ケトラークールラント・ゼムガレン公にちなんでイェーカブピルス（ドイツ名：ヤーコプシュタット）として知られるようになった。
町の起源に関して、地域の説話に次のようなものがある。「ある日、公爵は狩りに出たが一匹も獲れなかった。その時、彼は現在のイェーカブピルス付近でモミの木の下に山猫がいるのを見つけた。これが後々の町章になった」
イェーカブピルスとクルストピルスは1962年に合併した。

## 地理
自治体の人口は29,100人である。イェーカブピルスとクルストピルスの2つの歴史的地区とイェーカブピルスのもう1地区は、ダウガヴァ川にかかる橋でつながっている。

## 見所
街で最も古い地区には歴史的な建物が保存されている。また、シュトルーヴェの測地弧の測量点のひとつがシュトルーヴェ公園にある。市街からそう遠くないタデナヴァというところにはラトビアの誇る詩人、ライニスの記念博物館がある。他にもユスティネ城やドゥグナヤ城の跡地などがあり、クラウス地域にはセロニアの最高地点がある。ネレタとアクニステの間にはラトビアの文筆家、Jānis Jaunsudrabiņšを記念した「Riekstiņi」という博物館がある。

## 気候
| イェーカブピルスの気候                                  | イェーカブピルスの気候 | イェーカブピルスの気候 | イェーカブピルスの気候 | イェーカブピルスの気候 | イェーカブピルスの気候 | イェーカブピルスの気候 | イェーカブピルスの気候 | イェーカブピルスの気候 | イェーカブピルスの気候 | イェーカブピルスの気候 | イェーカブピルスの気候 | イェーカブピルスの気候 | イェーカブピルスの気候 |
| 月                                                      | 1月                    | 2月                    | 3月                    | 4月                    | 5月                    | 6月                    | 7月                    | 8月                    | 9月                    | 10月                   | 11月                   | 12月                   | 年                     |
| ------------------------------------------------------- | ---------------------- | ---------------------- | ---------------------- | ---------------------- | ---------------------- | ---------------------- | ---------------------- | ---------------------- | ---------------------- | ---------------------- | ---------------------- | ---------------------- | ---------------------- |
| 最高気温記録 °C （°F）                                  | 10.0 (50)              | 11.8 (53.2)            | 18.0 (64.4)            | 26.3 (79.3)            | 30.0 (86)              | 32.3 (90.1)            | 34.7 (94.5)            | 34.3 (93.7)            | 30.5 (86.9)            | 22.6 (72.7)            | 16.6 (61.9)            | 10.3 (50.5)            | 34.7 (94.5)            |
| 平均最高気温 °C （°F）                                  | −1.8 (28.8)            | −1.2 (29.8)            | 3.8 (38.8)             | 11.8 (53.2)            | 17.7 (63.9)            | 21.1 (70)              | 23.6 (74.5)            | 22.4 (72.3)            | 16.7 (62.1)            | 9.6 (49.3)             | 3.3 (37.9)             | −0.4 (31.3)            | 10.55 (50.99)          |
| 日平均気温 °C （°F）                                    | −4.0 (24.8)            | −4.0 (24.8)            | −0.1 (31.8)            | 6.6 (43.9)             | 12.1 (53.8)            | 15.7 (60.3)            | 18.1 (64.6)            | 16.9 (62.4)            | 11.9 (53.4)            | 6.1 (43)               | 1.4 (34.5)             | −2.1 (28.2)            | 6.55 (43.79)           |
| 平均最低気温 °C （°F）                                  | −6.5 (20.3)            | −7.1 (19.2)            | −3.9 (25)              | 1.6 (34.9)             | 6.1 (43)               | 10.1 (50.2)            | 12.7 (54.9)            | 11.7 (53.1)            | 7.6 (45.7)             | 3.1 (37.6)             | −0.9 (30.4)            | −4.4 (24.1)            | 2.51 (36.53)           |
| 最低気温記録 °C （°F）                                  | −35.4 (−31.7)          | −36.7 (−34.1)          | −24.6 (−12.3)          | −14.4 (6.1)            | −4.6 (23.7)            | −0.4 (31.3)            | 4.1 (39.4)             | 0.3 (32.5)             | −4.2 (24.4)            | −10.9 (12.4)           | −22.0 (−7.6)           | −35.2 (−31.4)          | −36.7 (−34.1)          |
| 降水量 mm （inch）                                      | 47.8 (1.882)           | 40.4 (1.591)           | 37.2 (1.465)           | 37.0 (1.457)           | 59.6 (2.346)           | 75.0 (2.953)           | 71.0 (2.795)           | 74.5 (2.933)           | 56.0 (2.205)           | 69.4 (2.732)           | 54.7 (2.154)           | 47.5 (1.87)            | 670.1 (26.383)         |
| 平均降水日数 （≥1 mm）                                  | 13                     | 10                     | 10                     | 8                      | 9                      | 12                     | 10                     | 11                     | 10                     | 12                     | 12                     | 13                     | 130                    |
| 出典1：LVĢMC (平均値：1991年-2020年、極値：1943年-現在) |                        |                        |                        |                        |                        |                        |                        |                        |                        |                        |                        |                        |                        |
| 出典2：NOAA (平均降水日数：1981年-2010年)               |                        |                        |                        |                        |                        |                        |                        |                        |                        |                        |                        |                        |                        |